# اشلی چمبرز
اشلی چمبرز (انگلیسی: Ashley Chambers؛ زادهٔ ۱ مارس ۱۹۹۰) بازیکن فوتبال اهل بریتانیا است.
از باشگاه‌هایی که در آن بازی کرده‌است می‌توان به باشگاه فوتبال کمبریج یونایتد، باشگاه فوتبال یورک سیتی، باشگاه فوتبال نانیتون تاون، باشگاه فوتبال کیدرمینستر هاریرس، باشگاه فوتبال گریمزبی تاون، باشگاه فوتبال داگنم و ردبریج، باشگاه فوتبال وایکام واندررز، و باشگاه فوتبال لستر سیتی اشاره کرد.
وی همچنین در تیم‌های ملی فوتبال England national under-16 football team، زیر ۱۷ سال انگلستان، زیر ۱۸ سال انگلستان، زیر ۱۹ سال انگلستان، و England national football C team بازی کرده‌است.